# Minerva (Belgisch bedrijf)
Minerva was in het begin van de 20e eeuw een Belgisch motor-, fiets- en automerk. Het werd opgericht in 1897.

## Oprichting
Oprichter Sylvain de Jong (1868-1928) werd geboren in Amsterdam (Nederland) en verhuisde naar Antwerpen (België) waar hij in 1895 samen met zijn twee broers Henri en Jacques en met drie Antwerpse handelaars fietsen begon te maken onder de naam "Mercury Cycle Co". In 1897 begon Sylvain zijn eigen bedrijf (S. de Jong & Co), en de merknaam werd Minerva. De naam kwam van de Romeinse godin Minerva, de godin van de wijsheid en de kunsten. Het bedrijf was gevestigd in de Karel Oomsstraat in Antwerpen, en produceerde al snel 200 fietsen per week.
In 1900 begon Minerva ook motorfietsen te maken. Dit gebeurde simpelweg door een Zürcher & Lühti-clip-on motor van 172 cc en ¾ pk aan de voorste framebuis van een Minerva-fiets te monteren. Aanvankelijk slaagden de ingenieurs van Minerva er niet in om het concept aan het rijden te krijgen. Jan Olieslagers, een werknemer die de gemaakte fietsen bij de klanten thuis afleverde, wist ten slotte de motorfiets rijvaardig te maken. Olieslagers werd later wereldberoemd door de wereldrecords die hij vestigde met motorracen en vliegen. Later kocht Minerva de licentie van Zürcher & Lühti en ging deze eencilinders zelf bouwen. De cilinderinhoud ging naar 211 cc, waardoor het vermogen naar 1½ pk ging.
Al in 1901 begon de verkoop behoorlijk te lopen, niet alleen in België maar ook daarbuiten. In Londen ontstond zelfs een werkplaats (Holborn Viaduct, London E.C.) waar de Minerva-motorfietsjes werden geassembleerd. Echter, het verdeelpunt in Londen ging in vereffening op 31 december 1904. In 1902 waren er al 211-, 232-, 269- en 331cc-versies te koop. Er werden al eerste successen in wedstrijden geboekt.

## Motorfietsen en inbouwmotoren

### Minerva Motors Ltd.
In hetzelfde jaar veranderde de bedrijfsnaam in "Minerva Motors Ltd." en David Citroen, een Nederlander die importeur voor Groot-Brittannië was, werd mededirecteur.
In 1904 werd de cilinderinhoud opnieuw vergroot (433 cc) en het vermogen was nu 3½ pk. De clip-on motor werd voor het laatst geproduceerd en Minerva produceerde zijn eerste auto. Het bedrijf verhuisde naar een nieuwe werkplaats in Berchem. De autoproductie stond de ontwikkeling van een heel nieuwe eigen motorblok kennelijk niet in de weg, want in 1905 kwam Minerva met een 4½ pk sterke 577cc-V-twin op de markt. In 1908 verschenen de eerste Minerva's met de karakteristieke, cilindervormige tank en er kwam ook een 855cc-V-twin van 8 pk. De motorfietsproductie eindigde waarschijnlijk in dit jaar, maar in 1909 en 1910 werden nog steeds Minerva-motorfietsen verkocht, waarschijnlijk uit de resterende voorraden. Minerva was met zijn inbouwmotoren inmiddels wereldleider geworden. Ze werden door meer dan honderd merken ingebouwd en naar hartenlust gekopieerd.

### Romania
In 1903 leverde Minerva al motorblokken aan grote buitenlandse merken zoals Adler, Opel, Humber en Royal Enfield. In sommige gevallen werden deze motorblokken onder de naam "Romania" verkocht. Ze hingen dan niet aan de voorste framebuis, maar stonden rechtop onder in het frame. De afwijkende naam was kennelijk nodig om de patenten van de gebroeders Werner op deze "Nieuwe Wernermethode" te omzeilen. Ook een Minerva-model met deze motor werd als Romania verkocht.

## Scooters en bromfietsen
In de jaren vijftig bouwde men wel nog een tijdje MV Agusta-scooters in licentie. Waarschijnlijk werden er rond 1958-59 ook nog bromfietsen met ILO-motor gemaakt. Het bedrijf probeerde ook nog met scootauto's in de markt te blijven, maar kon uiteindelijk toch niet overeind blijven.

## Auto's
Vanaf 1904 begon Minerva ook auto's te bouwen. Toen het bedrijf in 1908 de rechten op een nieuwe stille motor kocht, de Knight-schuivenmotor, begon het echt goed te gaan. Minerva werd bekend om zijn luxueuze, goed afgewerkte, snelle, op maat gemaakte auto's. Al snel kende het begoede deel van de wereldbevolking Minerva. Leden van de koningshuizen van België, Roemenië, Thailand en India, mensen van adel, filmsterren en grote bedrijfsleiders zoals Henry Ford, kunstenares Anna Boch reden rond in een Minerva uit Antwerpen.
De productie van auto's ging echter ten koste van motorfietsen, waarvan de productie in 1908 werd gestopt.

## De gouden jaren
In 1911 was Minerva de grootste fabriek van België met 1600 personeelsleden. Tijdens de Eerste Wereldoorlog werd België door Duitsland bezet en werd de Minerva-fabriek leeggeroofd. Desondanks kon het bedrijf na de oorlog opnieuw starten. In 1920 keerde het terug vanuit Amsterdam naar België om met de productie van de 20CV 3.6-literviercilinder (type NN) en 30CV 5.3-literzescilinder modellen aan te vangen.
De jaren 1920 waren de gouden jaren. Op 26 augustus 1921 gaf de gemeente Mortsel toestemming voor de oprichting van een fabriek in het dorpsdeel Luithagen. In 1922 kregen de auto's voor het eerst een mascotte met het hoofd van de Romeinse godin Minerva op de radiator, ontworpen door Pierre de Soete.
In de autowereld was Minerva in die jaren een grote naam. Het was te vergelijken met Rolls-Royce. Het bedrijf had meer dan 6500 werknemers, en in 1927 wilde oprichter Sylvain de Jong uitbreiden. Daarvoor had hij nieuw kapitaal nodig van investeerders waardoor zijn eigen belang in de onderneming verwaterde. 

## Ondergang

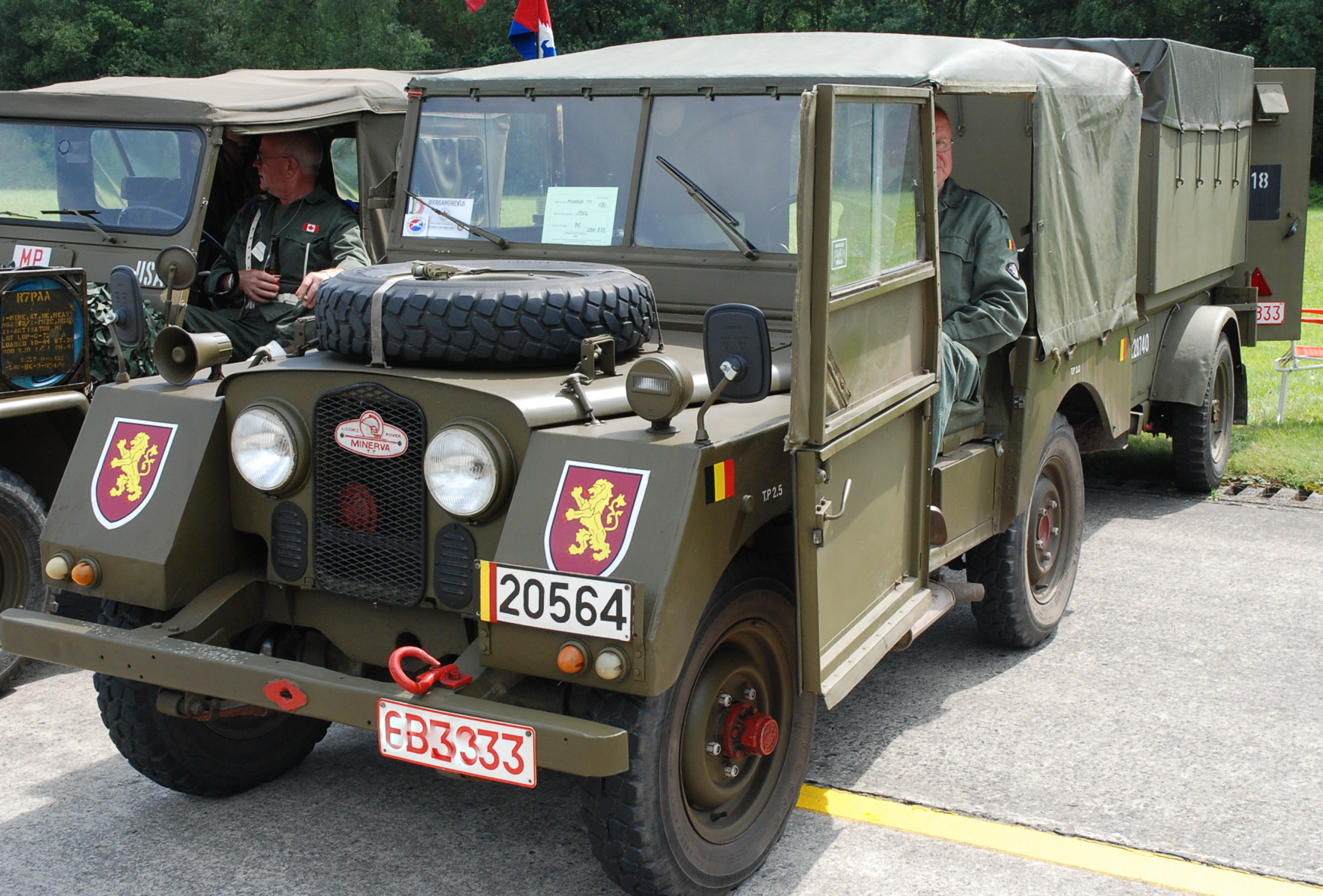
Een Minerva-Land Rover op een evenement te Ursel.

Op 24 oktober 1929 crashte de beurs van New York. Er was een drastische verlaging in de vraag naar luxe-auto's. Daarnaast was Sylvain de Jong het jaar ervoor aan kanker gestorven.
De hotelier en grootondernemer Georges Marquet was vanaf 1926 hoofdaandeelhouder en voorzitter van Minerva Motors. In 1935 liep het uit op een belangrijk faillissement, dat door de rechtbank werd toegeschreven aan een falend bestuur. Het bedrijf fuseerde met een ander Belgisch automerk, Imperia. 
Tijdens de Tweede Wereldoorlog gebruikte de Duitse bezetter de fabrieken van Minerva in Mortsel als "Frontreparaturbetrieb Erla VII’" voor de opslag en fabricage van vliegtuigonderdelen. Bij een mislukte geallieerde aanval op de Erla-fabriek op 5 april 1943 vielen in Mortsel meer dan 900 burgerslachtoffers (de bommen vielen meer dan een kilometer van hun doel).
Na de Tweede Wereldoorlog werd het bedrijf Nieuwe Maatschappij Minerva N.V. opgericht door Mathieu van Roggen (die ook al Imperia bezat), dat in licentie licht aangepaste terreinwagens van Land Rover bouwde in opdracht van het Belgisch leger, en daarnaast nog tientallen civiele Land Rover-licenties vooral bedoeld voor de exportmarkt (Belgisch Kongo, Portugal, Brazilië, Australië).
In de jaren vijftig bouwde men wel nog een tijdje MV Agusta-scooters in licentie. Waarschijnlijk werden er rond 1958-59 ook nog bromfietsen met ILO-motor gemaakt. Het bedrijf probeerde ook nog met scootauto's in de markt te blijven, maar kon uiteindelijk toch niet overeind blijven. Op 16 januari 1958 naam een Zwitserse financiële groep 2/3 van de Minerva-aandelen over. Sindsdien was het geen Belgische onderneming meer.

## Tegenwoordig
De Minerva's behoren tot de veel gezochte klassieke auto's. Ze zijn veel geld waard, vooral de eerdere types zonder schuivenmotor. Er zijn nog een 150-tal vooroorlogse Minerva's in België, maar die komen vanzelfsprekend maar zelden uit de verwarmde garages van de eigenaars. Ongeveer 300 naoorlogse 4x4 Land Rover-licenties zijn vandaag in België nog ingeschreven.
In de Rodestraat in Antwerpen – tegen de zijgevel van de Nijverheidsschool – bevindt zich een gedenksteen ter ere van de Minervawerknemers die tijdens de Eerste Wereldoorlog gesneuveld zijn. Deze gedenksteen sierde eerder de gevel van de Minervafabriek. Het monument werd in 1939 verplaatst naar de huidige locatie, die eigenlijk niets met Minerva te maken had. Vanaf de opening van het Museum aan de Stroom in 2011 tot in 2016 was er een originele Minerva te zien.
De stad Mortsel heeft sinds 15 juli 1930 een Minervastraat.

## Modellen

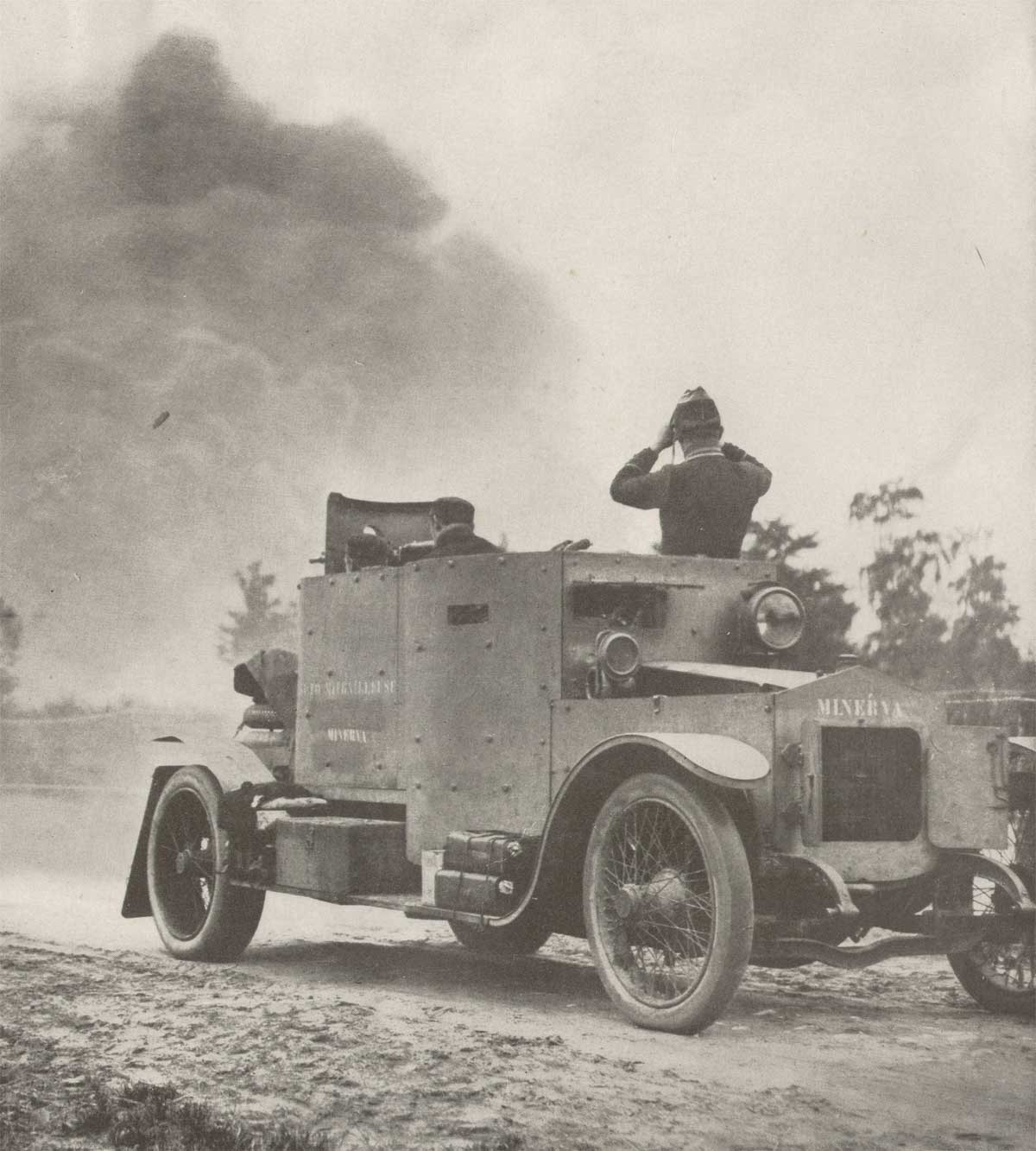
Een gepantserde Minerva uit 1914 nabij Antwerpen

Een – onvolledige – lijst van de automodellen van Minerva.
- 1904: Minerva Type A
- 1904: Minerva Type C
- 1907: Minerva M
- 1909: Minerva S
- 1910: Minerva WT
- 1911: Minerva X
- 1912: Minerva BB
- 1914: Minerva KK
- 1920: Minerva NN
- 1921: Minerva 00
- 1922: Minerva TT
- 1925: Minerva AB
- 1925: Minerva AC
- 1925: Minerva AD
- 1925: Minerva AG
- 1926: Minerva AF
- 1927: Minerva Rapide
- 1928: Minerva AK
- 1929: Minerva AE
- 1929: Minerva AN
- 1929: Minerva AR
- 1930: Minerva AL
- 1930: Minerva AO
- 1932: Minerva AKS
- 1933: Minerva 3000
- 1934: Minerva M4
- 1952: Minerva/Land Rover 80in
- 1953: Minerva/Land Rover 80in
- 1954: Minerva/Land Rover 86in
- 1955: Minerva M22/C22 (prototypes)

## Trivia
- De Nederlandse vliegtuigbouwer en autoconstructeur Frits Koolhoven begon in 1907 zijn carrière bij Minerva.
- In 1925 ontwikkelde Minerva ook een vliegtuigmotor de "Knight": een V8 zonder kleppen met 180 pk. De motor werd geen succes.
- Door het bedrijf werd een voetbal- en atletiekclub opgericht: Minerve FC.